# IC 4679
IC 4679 ist eine Balken-Spiralgalaxie vom Hubble-Typ SBc im Sternbild Teleskop am Südsternhimmel. Sie ist schätzungsweise 159 Millionen Lichtjahre von der Milchstraße entfernt.
Das Objekt wurde am 14. September 1901 von DeLisle Stewart entdeckt.